# Santa María de Belsué
Santa María de Belsúe es una localidad despoblada española, en la provincia de Huesca, Aragón. Pertenece al municipio de Nueno, en la comarca de la Hoya de Huesca.

## Geografía

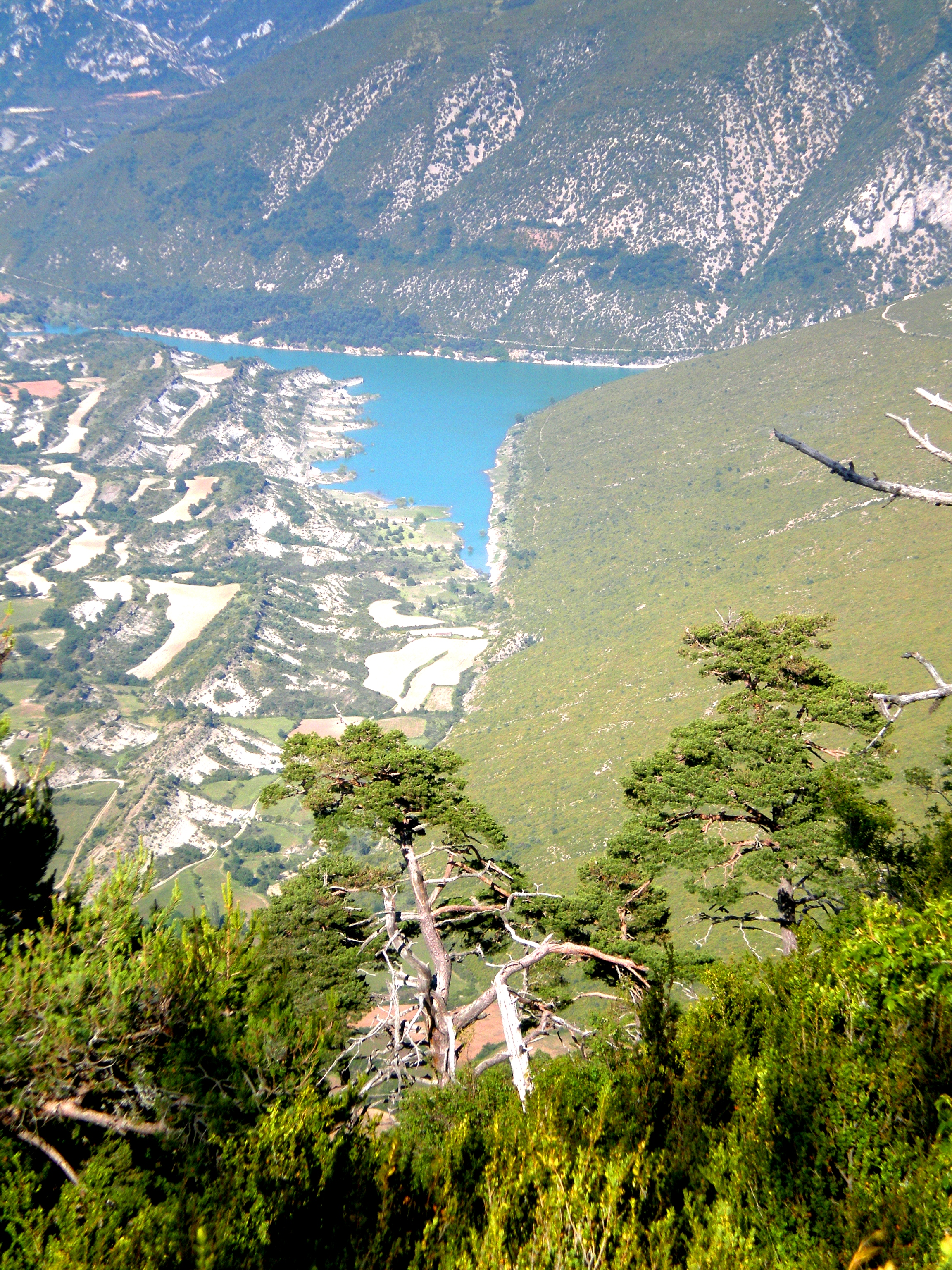
Embalse de Santa María de Belsué desde la sierra del Águila.

Situado en la vertiente norte del Parque natural de la Sierra y los Cañones de Guara, y enclavado entre las sierra de Belarra y la Gabardiella, la aldea de Santa María fue una pequeña población agropecuaria a la vera del joven río Flumen, nacido pocos kilómetros antes entre las sierras de Bonés y Javierre.
En las cercanías del lugar se construyó entre 1909 y 1931 el embalse de Santa María de Belsué, al que la población dio nombre.

## Historia
Santa María de Belsué se cita en la literatura documentada ya en 1207, no pasando de ser un lugar pequeño, con un máximo de tres fuegos. Perteneció al municipio histórico de Belsué.

## Demografía
Datos demográficos de la localidad de Santa María de Belsué desde 1900:
| --                    | -- | -- | 6 | -- | -- | -- | -- | -- | -- |
| (Fuente: IAEST e INE) |    |    |   |    |    |    |    |    |    |

- Únicamente figura en el Noménclator de 1930.
- Datos referidos a la población de derecho.

## Monumentos
Destaca la iglesia románica de Santa María del siglo XI, declarada Bien Catalogado del Patrimonio Cultural Aragonés. Durante años en estado ruinoso, se restauró en 2017.